# Alex Coomber
Pour les articles homonymes, voir Alex Hamilton et Hamilton.
Alex Coomber, née Alex Hamilton le 28 décembre 1973 à Anvers (Belgique), est une skeletoneuse britannique.
Alors qu'elle semblait la meilleure skeletonneuse avant les Jeux Olympiques de 2002 en remportant la Coupe du monde 2001 et étant bien placée pour s'adjuger celle de 2002 (qu'elle gagnera d'ailleurs), Alex dû s'incliner devant les deux américaines Tristan Gale et Lea Ann Parsley pour le titre olympique, se contentant d'une médaille de bronze.

## Palmarès

### Jeux olympiques d'hiver
- Jeux Olympiques de 2002 à Salt Lake City (États-Unis) :
  -  Médaille de bronze.

### Championnats du monde de skeleton
- 2001 :  Médaille d'argent.

### Coupe du monde
- 3 globes de cristal en individuel : vainqueur en 2000, 2001 et 2002.
- 12 podiums individuels : 7 victoires, 2 deuxièmes places et 3 troisièmes places.

#### Détails des victoires en Coupe du monde
| Édition   | Piste                      | Total |
| 1999-2000 | Calgary Nagano Lillehammer | 3     |
| 2000-2001 | Igls La Plagne Park City   | 3     |
| 2001-2002 | Lake Placid                | 1     |